# 清水盛三
清水 盛三（しみず もりぞう、1970年5月29日 - ）は、大阪府吹田市出身のバスプロ。愛称は「モリゾー」。

## 概要
血液型はAB型。趣味は映画鑑賞、音楽鑑賞、スノーボード、ゴルフ、サーフィン、ビリヤード、レーシングカート。
人生初の釣りは4歳のときで、父親と川でフナを釣った。小学生のとき、バス釣りをやっていた友人の影響でバス釣りを始める。初めてバスを釣ったルアーはストームのウイグルワート。
現在は、本場アメリカのバストーナメント「B.A.S.S」に参戦中。ケビン・バンダムやリック・クラン、ラリー・ニクソンと本気の勝負がしたいと語る。

## 略歴
- 1991年 - NBCチャプターと西日本オープンに参加しバスプロデビューする。[1]
- 1992年 - 西日本オープン年間優勝する。[1]
- 1997年 - ジャパンスーパーバスクラシック優勝。
- 2000年 - 自身のプライベートブランドMo-Doを展開する。
- 2001年 - B.A.S.S.ウエスタンオープンに参戦開始。ベイトブレスのワームの開発に関わるようになる。[2]
- 2003年 - B.A.S.S.バスマスターツアー(現:エリートシリーズ)に参戦開始。
- 2004年 - エバーグリーンからコンバットスティックシリーズの清水盛三シグネチャーモデルが展開されるようになる。
- 2009年 - 自身がプロデュースした釣り針「エリートツアラー ワーム 316R」ががまかつから発売。
- 2011年 - バスマスターズクラシックに参戦。
- 2013年 - 自身がプロデュースした釣り糸、シューター デファイアーシリーズがサンラインから、またE.G.タングステンバレットシンカーがエバーグリーンから発売。

## 作品

### 出演作品
- Wild at Heart MORIZOIZM（内外出版社) - VHS全3巻、the CLASSICとして全巻収録DVD発売
  1. 2003年8月、ISBN 978-4930678034
  2. 2003年8月、ISBN 978-4930678058
  3. 2003年8月、ISBN 978-4930678072

  - the CLASSIC - 2005年7月29日
- 清水盛三 FANTASISTA（内外出版社) - 2巻までVHS、3巻以降DVD
  1. 2003年9月、ISBN 978-4930678324
  2. 発売日不明
  3. 2005年4月18日
  4. 2005年12月1日
  5. 2007年4月13日 、ISBN 978-4862570185
  6. 2008年3月1日、ISBN 978-4862570437
  7. 2009年2月6日、ISBN 978-4862570680
  8. 2009年11月、ISBN 978-4862570901

#### VHSのみ
- もっと盛三 (2000年10月27日、アピス)
- やっぱり盛三 (2000年10月27日、アピス)
- ちゃっかり盛三 (アピス)
- どっぷり盛三 (アピス)
- スピナーベイトマジック (アピス)
- さらに盛三 (アピス)

#### 書籍
- 清水盛三　ザ・エクストリーム (2010年1月26日、エイ出版社) ISBN 978-4777915279
- ハードベイト完全マニュアル (エイ出版社)
- 一週間で清水盛三になれる本 Part 1 巻き物 (2013年2月1日、エイ出版社) ISBN 978-4777925988

### 著書
- 無敵のハードルアー釣法 (2001年8月、地球丸) ISBN 978-4925020800

## 主なトーナメント戦歴
- 1997年、ジャパンスーパーバスクラシック優勝。
- 2000年、JBワールドシリーズ年間ポイントランキング第3位。
- 2001年、BFLレイク・ミード戦優勝。
- 2005年、B.A.S.S.マスター第3戦レイク・ガンダーズビル準優勝。
- 2006年、B.A.S.S.エリート第9戦ケンタッキー・レイク優勝。

## スポンサー
- エバーグリーンインターナショナル
- サンライン
- ベイトブレス
- ダイワ（グローブライド）
- がまかつ
- ユナイテッド航空
- EDWIN
- zeal optics
- Mercury Marine
- ボイジャーバッテリー(キサカ)
- 本多電子
- POPEYE
- Stratos Boats

## 出演番組
- バーニング帝国 (2013年5月31日 - 、釣りビジョン)
- Burning Heart (2009年11月24日 - 2013年03月29日、釣りビジョン)
- MORIZO帝国 (釣りビジョン)
- The Hit (サンテレビ)
- THE フィッシング (2011年3月19日 - 、テレビ大阪)
- フィッシングライフ (サンテレビ)
- フィッシング倶楽部 (テレビ埼玉)

## 雑誌・連載
- 清水盛三 ネバギバ (ルアーマガジン、内外出版社)